# Finale de la Coupe du monde de rugby à XV 2003
La finale de la Coupe du monde de rugby à XV 2003 est un match de rugby à XV disputé le 22 novembre 2003 au Telstra Stadium de Sydney, en Australie, au terme de la cinquième édition de la Coupe du monde de rugby, organisée depuis le 10 octobre 2003 dans tout le pays. Elle voit la victoire de l'équipe d'Angleterre sur l'équipe d'Australie sur le score de 20 à 17 après prolongations.

## Feuille de match

### Résumé
(mt : 5 – 14)
Points marqués :
- Australie : 1 essai de Tuqiri (6e) et 4 pénalités de Flatley (47e, 61e, 80e, 97e)
- Angleterre : 1 essai de Robinson (38e) ; 4 pénalités de Wilkinson (11e, 20e, 28e, 82e) et 1 drop de Wilkinson (99e)

Évolution du score : 5-0, 5-3, 5-6, 5-9, 5-14, mt, 8-14, 11-14, 14-14, tr, 14-17, 17-17, 17-20
Arbitre : André Watson 

Touche :  Paddy O'Brien et  Paul Honiss

Vidéo :  Jonathan Kaplan
| Australie · Titulaires · 15 Mat Rogers · 14 Wendell Sailor 71e · 13 Stirling Mortlock · 12 Elton Flatley · 11 Lote Tuqiri 6e · 10 Stephen Larkham · 9 (cap.) George Gregan · 8 David Lyons 57e · 7 Phil Waugh · 6 George Smith · 5 Nathan Sharpe 48e · 4 Justin Harrison · 3 Al Baxter · 2 Brendan Cannon 57e · 1 Bill Young 92e · Remplaçants · 16 Jeremy Paul 57e · 17 Matt Dunning 92e · 18 David Giffin 48e · 19 Matthew Cockbain 57e · 20 Chris Whitaker · 21 Matt Giteau · 22 Joe Roff 71e · Entraîneur · Eddie Jones |  | Angleterre · Titulaires · 85e Josh Lewsey 15 · 38e Jason Robinson 14 · Will Greenwood 13 · 79e Mike Tindall 12 · Ben Cohen 11 · Jonny Wilkinson 10 · Matt Dawson 9 · Lawrence Dallaglio 8 · Neil Back 7 · 93e Richard Hill 6 · Ben Kay 5 · Martin Johnson (cap) 4 · 86e Phil Vickery 3 · Steve Thompson 2 · Trevor Woodman 1 · Remplaçants · Dorian West 16 · 86e Jason Leonard 17 · Martin Corry 18 · 93e Lewis Moody 19 · Kyran Bracken 20 · 79e Mike Catt 21 · 85e Iain Balshaw 22 · Entraîneur · Clive Woodward |